# Kaukura
Kaukura ist ein Atoll des Tuamotu-Archipels in Französisch-Polynesien.

## Geographie
Das nächstgelege Atoll Arutua ist 16 km östlich entfernt. Das Atoll ist 48 km lang und 14 km breit. Es existiert nur ein schiffbarer Zugang zum Meer, Passe Faape an der Nordostflanke des Atolls, 200 Meter westlich des Motu Moturaa. Geographisch gesehen gehört das Atoll zu den Palliser-Inseln, administrativ zur Gemeinde Arutua.
Das einzige Dorf des Atolls, Raitahiti, liegt auf der Innenseite (Lagunenseite, Osten) der Hauptinsel Tuteva im Nordwesten. An der Außenseite befindet sich auch das 1994 eröffnete Flugfeld Aérodrome de Kaukura (IATA KKR, ICAO NTGK).
Der Tourismus hat den traditionellen Fischfang als wichtigsten Wirtschaftszweig verdrängt.

## Geschichte
Das Atoll wurde 1722 durch den niederländischen Kapitän Jakob Roggeveen entdeckt.